# Aloysia macrostachya
Aloysia macrostachya là một loài thực vật có hoa trong họ Cỏ roi ngựa. Loài này được (Torr.) Moldenke mô tả khoa học đầu tiên năm 1934.